# Gloversville (New York)
Gloversville je grad u američkoj saveznoj državi New York. Prema popisu stanovništva iz 2010. u njemu je živjelo 15.665 stanovnika.